# Torneo WTA de Stuttgart 2021
El Porsche Tennis Grand Prix de 2021 fue un torneo de tenis jugado en canchas de arcilla bajo techo. Se trató de la 43.ª edición del Porsche Tennis Grand Prix, y fue parte del WTA tour 2021. Tuvo lugar en el Porsche Arena de Stuttgart (Alemania) del 19 al 25 de abril de 2021.

## Distribución de puntos
| Modalidad           | Campeona | Finalista | Semifinales | Cuartos de final | 2ª ronda | 1ª ronda | Clasificadas | 3ª ronda de clasificación | 2ª ronda de clasificación | 1ª ronda de clasificación |
| Individual femenino | 470      | 305       | 185         | 100              | 55       | 1        | 25           | 18                        | 13                        | 1                         |
| Dobles femenino     | 470      | 305       | 185         | 100              | -        | 1        | -            | -                         | -                         | -                         |

## Cabezas de serie

### Individuales femenino
| Tenista           | Ranking | Preclasificada |
| Ashleigh Barty    | 1       | 1              |
| Simona Halep      | 3       | 2              |
| Sofia Kenin       | 4       | 3              |
| Elina Svitólina   | 5       | 4              |
| Aryna Sabalenka   | 7       | 5              |
| Karolína Plíšková | 9       | 6              |
| Petra Kvitová     | 10      | 7              |
| Belinda Bencic    | 12      | 8              |

- Ranking del 12 de abril de 2021.[2]

### Dobles femenino
| Tenista                                | Ranking | Preclasificada |
| Desirae Krawczyk Bethanie Mattek-Sands | 40      | 1              |
| Yifan Xu Shuai Zhang                   | 47      | 2              |
| Hayley Carter Luisa Stefani            | 52      | 3              |
| Lyudmyla Kichenok Jeļena Ostapenko     | 65      | 4              |

## Campeones

### Individual femenino
Ashleigh Barty venció a  Aryna Sabalenka por 3-6, 6-0, 6-3

### Dobles femenino
Ashleigh Barty /  Jennifer Brady vencieron a  Desirae Krawczyk /  Bethanie Mattek-Sands por 6-4, 5-7, [10-5]